# Boêmia nos Jogos Olímpicos
A Boêmia, uma parte autônoma do Império Austro-Húngaro até 1918, competiu em alguns dos Jogos Olímpicos da Era Moderna. O time fez sua estreia nos Jogos Olímpicos de Verão de 1900.  Após a Primeira Guerra Mundial, a Boêmia se tornou parte da nova Tchecoslováquia, e os atletas boêmios competiram pela Tchecoslováquia nos Jogos Olímpicos. Após os Jogos Olímpicos de Verão de 1992 e a dissolução da Tchecoslováquia em República Tcheca e Eslováquia em 1993, atletas boêmios competiram pela República Tcheca. Se essas aparições pós-guerra forem contadas,a Boêmia perdeu apenas três edições dos jogos: a inaugural edição de 1896 os Jogos de 1904 (os primeiros realizados fora da Europa) e os boicotados Jogos Olímpicos de Verão de 1984.

## Lista de Medalhistas
| Medalha           | Nome                                                                                      | Jogos        | Esporte   | Evento                        |
| ----------------- | ----------------------------------------------------------------------------------------- | ------------ | --------- | ----------------------------- |
| Medalha de prata  | František Janda-Suk                                                                       | 1900 Paris   | Atletismo | Lançamento de disco masculino |
| Medalha de bronze | Hedwiga Rosenbaumová                                                                      | 1900 Paris   | Tênis     | Simples feminino              |
| Medalha de bronze | Vilém Goppold von Lobsdorf                                                                | 1908 Londres | Esgrima   | Sabre masculino               |
| Medalha de bronze | Vlastimil Lada-Sázavský Vilém Goppold von Lobsdorf Bedřich Schejbal Jaroslav Šourek-Tuček | 1908 Londres | Esgrima   | Sabre por times               |

Hedwiga Rosenbaumová também ganhou uma medalha de bronze com Archibald Warden da Grâ Bretanha nas duplas mistas do  Tênis nos Jogos Olímpicos de Verão de 1900. Essa medalha é atribuída a um Time misto em vez de ser dividida entre a Boêmia e a Grã-Bretanha.

## Medalhas por Jogos
| Jogos          | medalha de ouro | medalha de ouro | medalha de ouro | Total de Medalhas |
| 1900 Paris     | 0               | 1               | 1               | 2                 |
| 1904 St. Louis | não participou  | não participou  | não participou  | não participou    |
| 1908 Londres   | 0               | 0               | 2               | 2                 |
| 1912 Estocolmo | 0               | 0               | 0               | 0                 |
| Total          | 0               | 1               | 3               | 4                 |